# ロールス・ロイス ラーチ
ロールス・ロイス ラーチ（Rolls-Royce Larch）はブラックアローロケットを更新するための一連のロケットエンジンだった。それらはロールス・ロイス・リミテッドで生産された。 ケロシンと過酸化水素を推進剤として燃焼した。